# Göta, Borås
För andra betydelser, se Göta.

Göta är en stadsdel i sydvästra Borås 15-20 minuters promenadväg från City.

## Översiktlig beskrivning
En äldre del av sydöstra Göta domineras av den lummiga S:ta Birgittas griftegård. Den anlades 1893 och används i liten skala fortfarande. Längs tvärgator härifrån breder äldre villakvarter ut sig åt nordost. Längs Bockasjögatan ligger idag Boråshallen och Postverkets stora fjärrbilskaj. 
I närheten av Regementet, före detta I 15, slingrar sig gator med namn som Kaptensgatan och Majorsgatan, med en hel del mindre hyreshus från tidigt 1900-tal. Det nedlagda regementets kasernområde är på väg att renoveras till bostadsområde (2010).
I Majorslunden huserar Borås krocketsällskap. 
Ytterligare ett stort område började byggas på 1940-talet med hyreshus i tre våningar. På ömse sidor om St Michelsgatans lindallé sträcker detta område ut sig, från Kamgarn i sydväst till Götavallen i sydost. Den östra delen av detta område kallas Rundeln. Götavallen är en öppen och välskött fotbollsplan för seriespel, medan Kamgarn är en nedlagd spinnerifabrik från 1889, där en strippklubb som heter Geisha Garden har hållit till sedan mitten av 1990-talet.

### Bilder

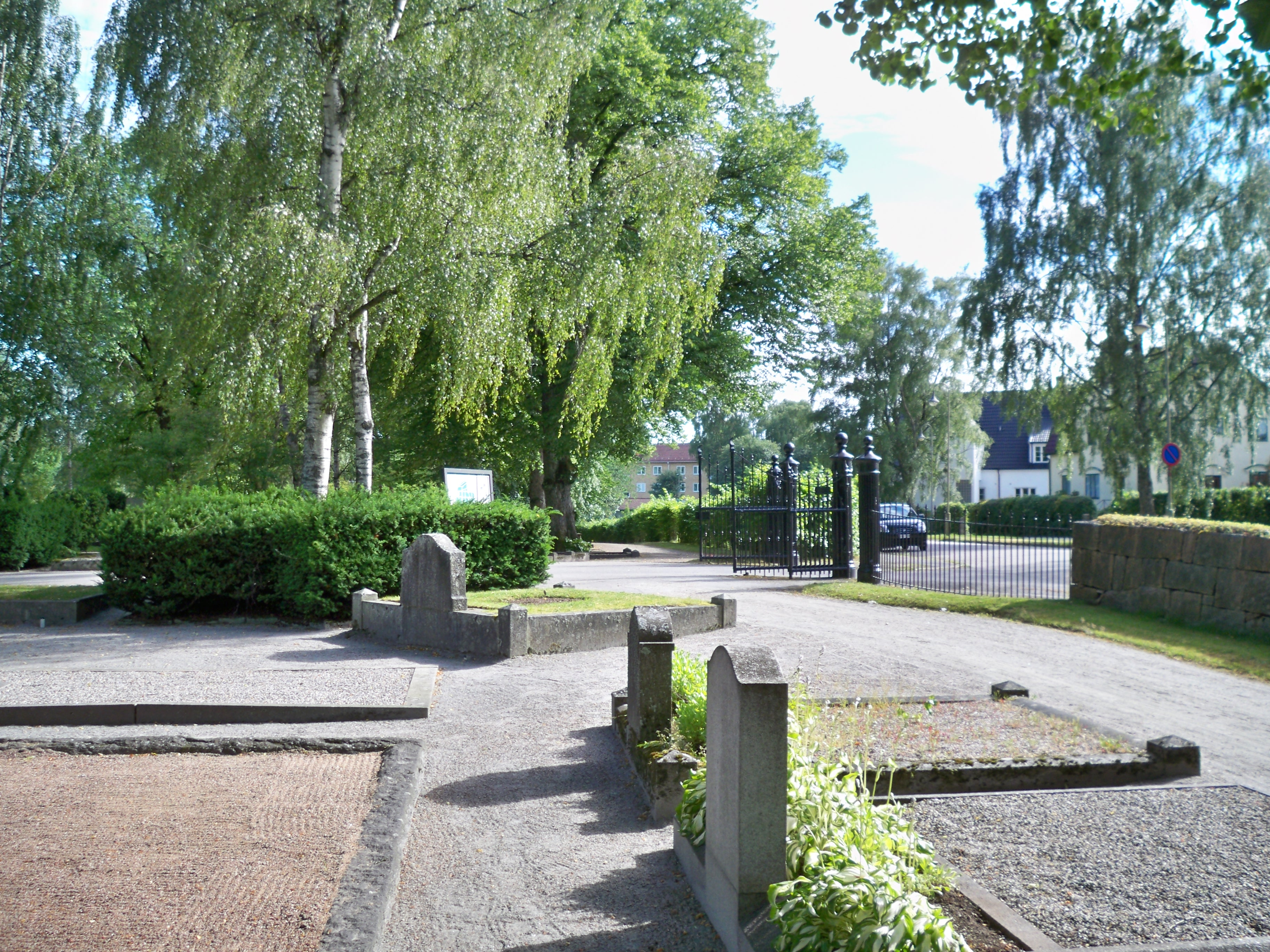
S:ta Birgittas griftegård i gamla Götas villakvarter.
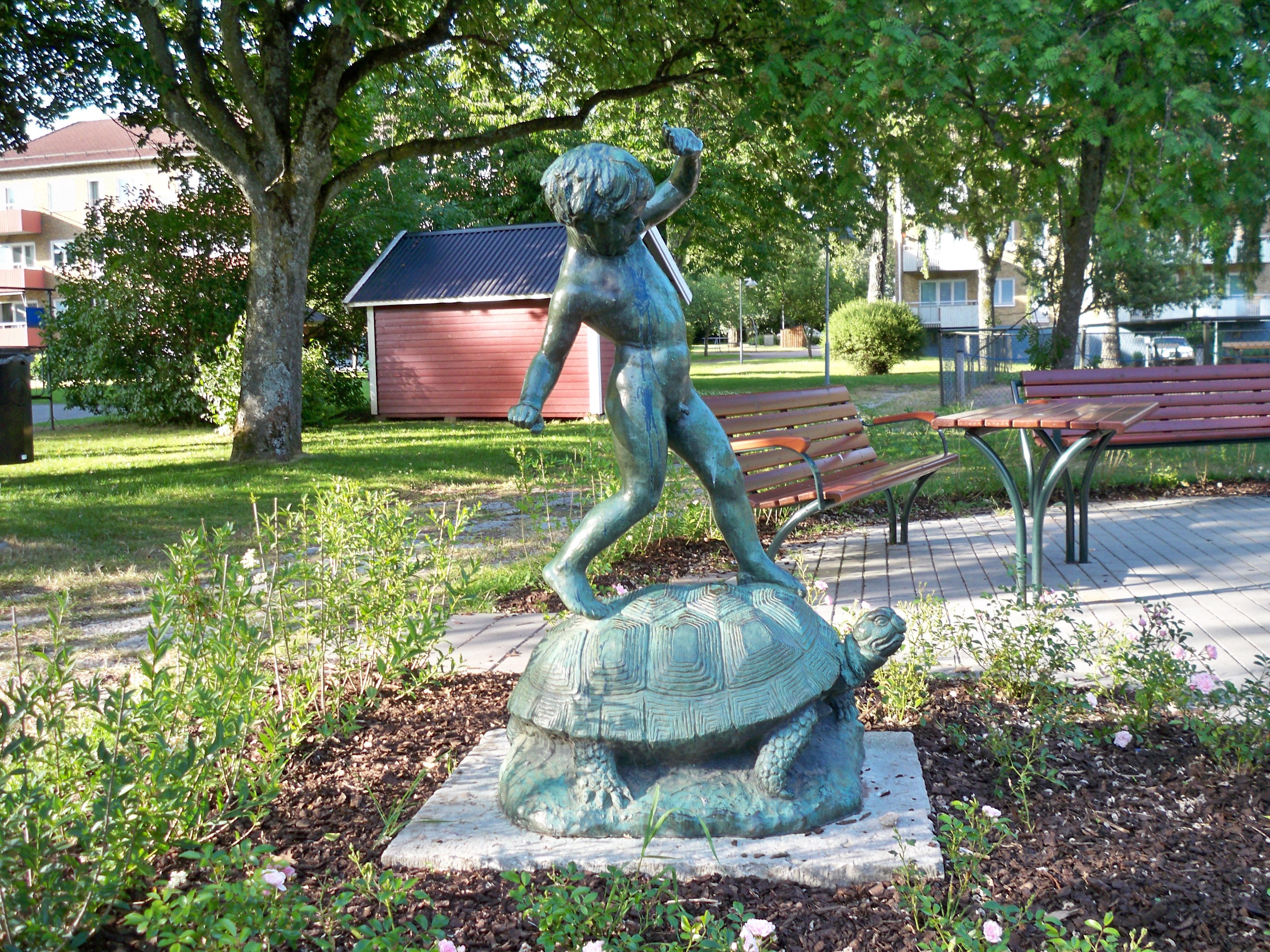
Bror Chronanders skulptur Pojken och Sköldpaddan (1945) centralt placerad i kvarteret Oxeln. Tidigare låg en plaskdamm här.
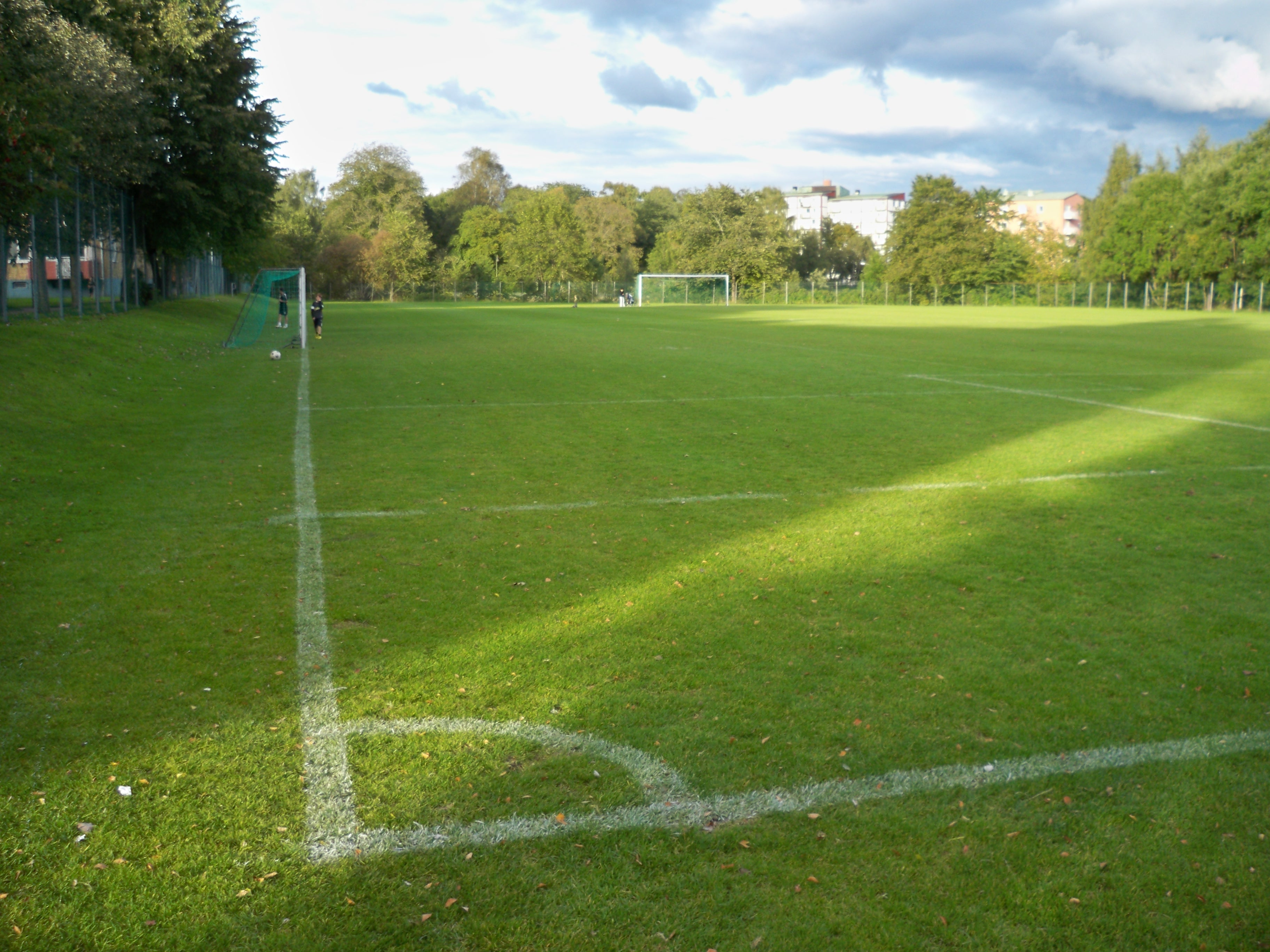
Götavallen.
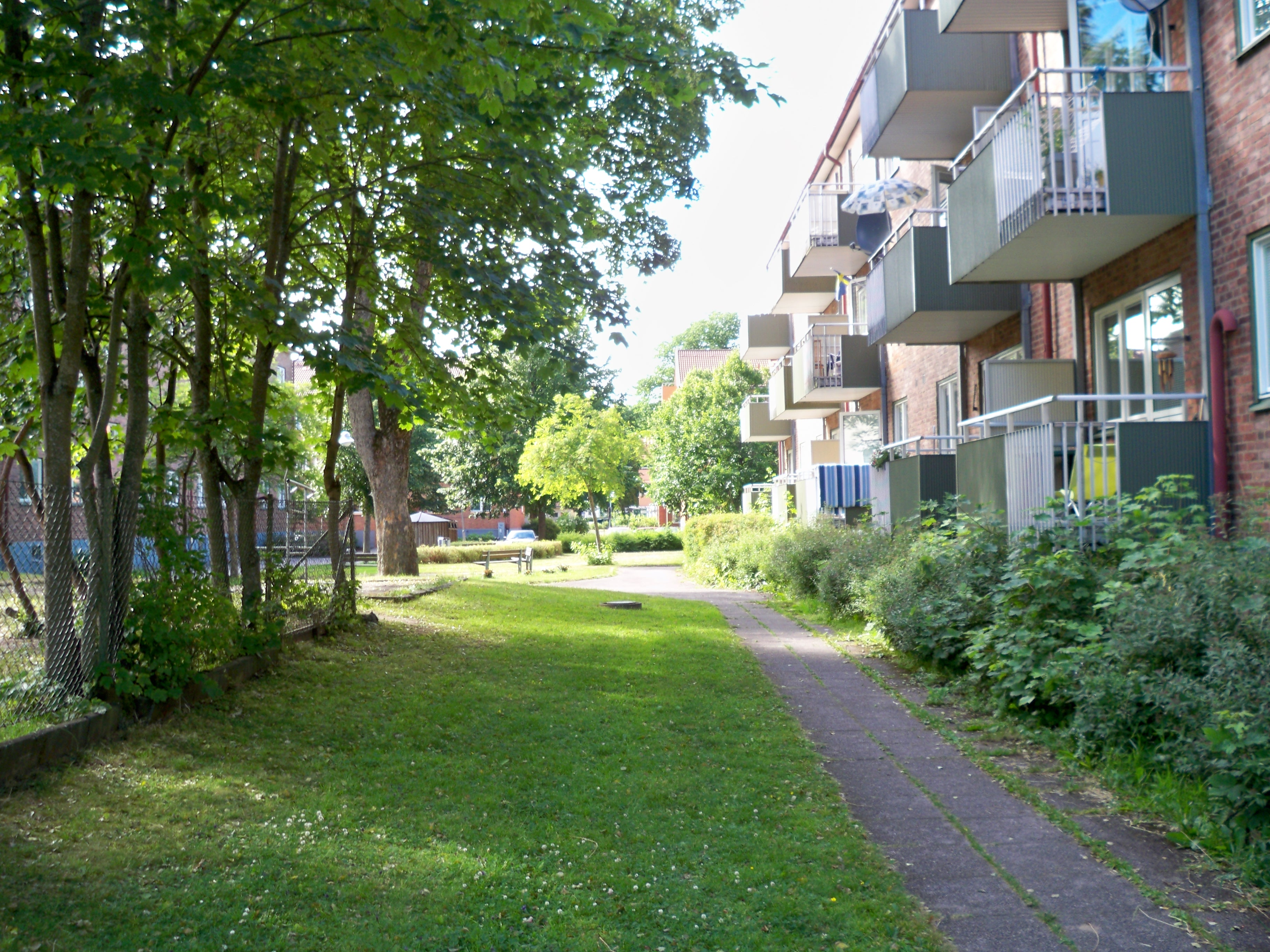
Bakgård.
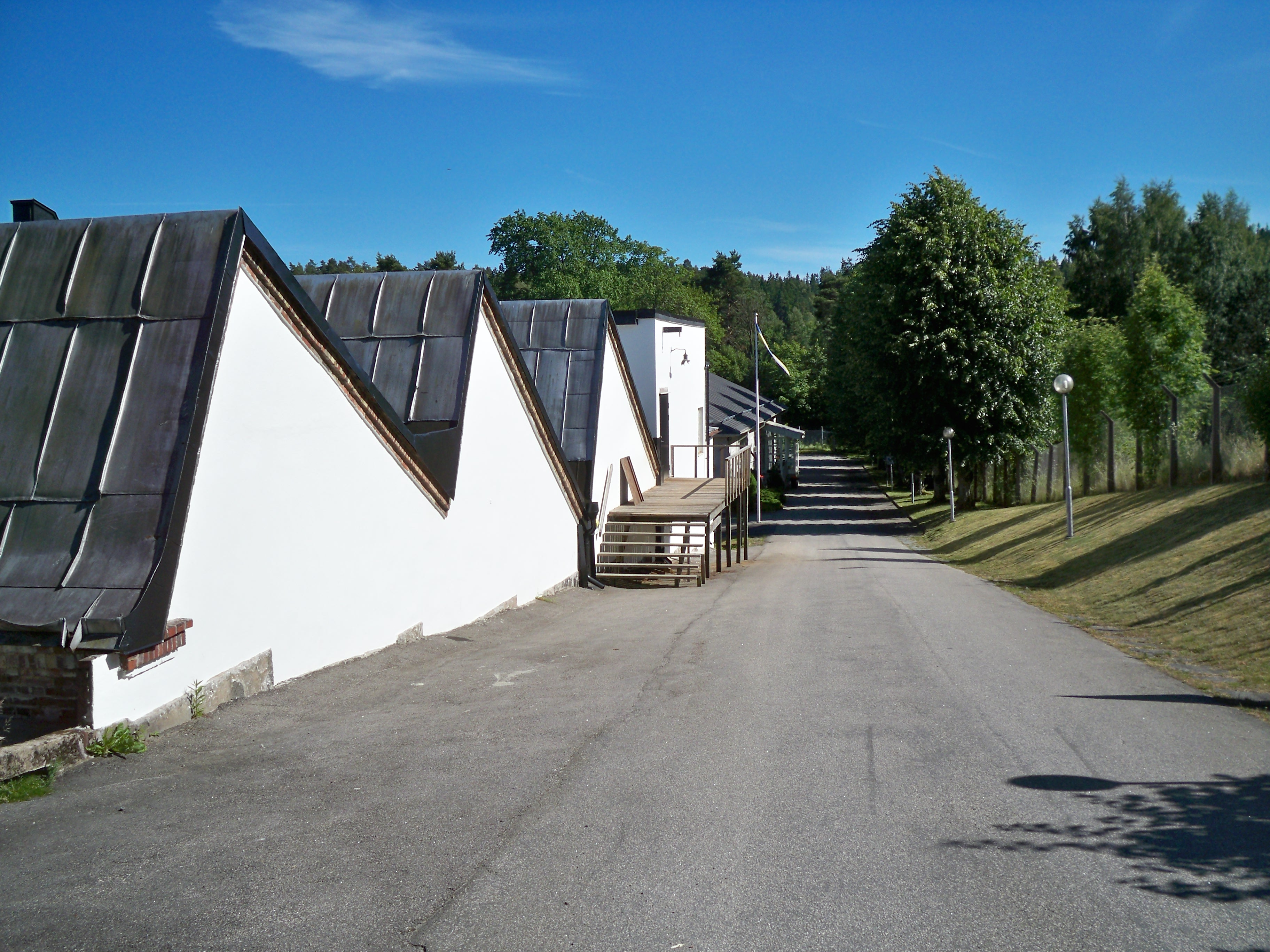
Nedlagd kamgarnsfabrik med shedtak från slutet av 1800-talet.
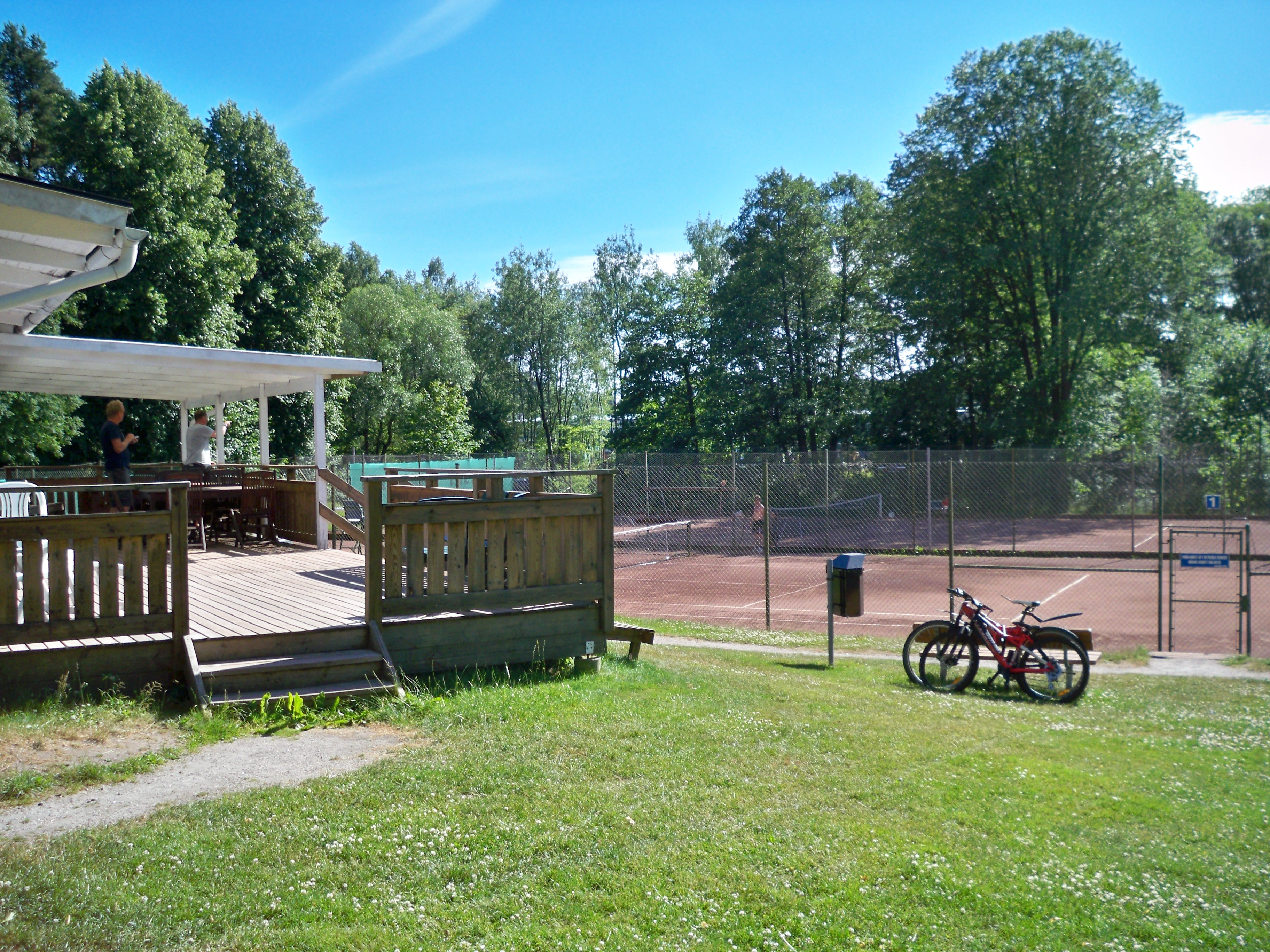
Tennisbanor skötta av KFUM Borås Tennis.

## Historia
Som namnet på Bockasjögatan berättar låg en sjö här. Det var en ganska stor sjö vid namn Bockasjön. Den torrlades med början 1879 när Varberg-Borås järnväg drogs längs västra stranden. Utfyllnaden fortsatte successivt till 1920 men ännu en bit in på 1950-talet kunde barn leka med flottar, fånga vattenödlor och hoppa på isflak i en kvarvarande liten del av sjön, där NetOnNet ligger nu.
En tvärgata till Bockasjögatan avslöjar ytterligare en liten historia genom sitt namn. Den heter Surbrunnsgatan och är bara en oansenlig liten asfalterad gatstump numera. Men det var alltså här staden Borås hade sin egen surbrunn från slutet av 1600-talet, i närheten av den nu försvunna Bockajön. Carl Linnæus smakade på det järnhaltiga smått porlande vattnet som ansågs hälsobringande, under sitt besök i juli 1746 men gav det inte lika högt betyg som surbrunnen i Göteborg senare under samma resa.